# Hypognatha tocantins
Espèce
Hypognatha tocantins est une espèce d'araignées aranéomorphes de la famille des Araneidae.

## Distribution
Cette espèce est endémique du Tocantins au Brésil,.

## Description
La femelle holotype mesure 3,3 mm.

## Étymologie
Son nom d'espèce lui a été donné en référence au lieu de sa découverte, le Tocantins.

## Publication originale
- Levi, 1996 : The American orb weavers Hypognatha, Encyosaccus, Xylethrus, Gasteracantha, and Enacrosoma (Araneae, Araneidae). Bulletin of the Museum of Comparative Zoology, vol. 155, no 3, p. 89-157 (texte intégral).